# Sony Ericsson K550i
Sony Ericsson K550i為Sony Ericsson於2007年2月14日所推出的行動電話，內建200萬自動對焦相機。W610i為K550i的Walkman版本，W610i與K550i只是外型不同，硬件則完全相同。而此機也是於發表K800i後，又以Cyber-Shot作為副品牌的手機。